# سفينة شراعية

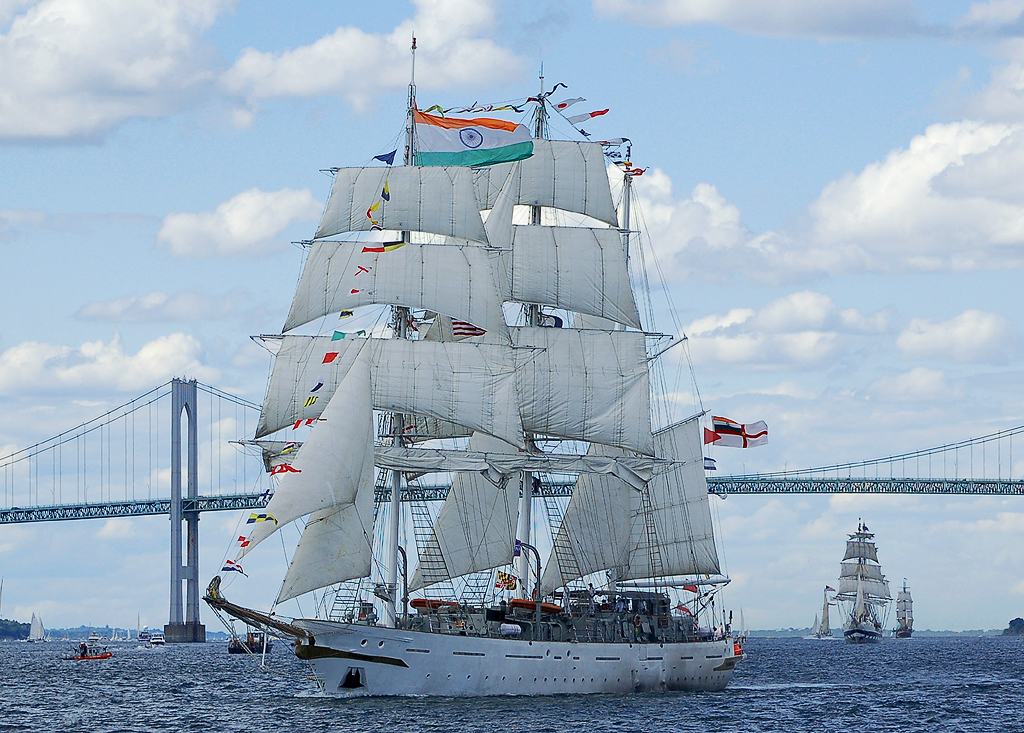
أحدى السفن الشراعية التابعة للقوات البحرية الهندية.

يستخدم الآن مصطلح سفينة شراعية للإشارة إلى أي مركب يعمل بقوة الرياح. من الناحية الفنية، كانت السفينة عبارة عن مركب شراعي للإبحار بتجهيز محدد من ثلاثة صوارٍ على الأقل، وهي مجهزة بأشرعة مربعة لكل منها، ويضفي ذلك على الشراع صفة الطول. أصبحت كلمة «السفينة» من خلال الاستخدام المنتشر لها مرتبطة بجميع المراكب الشراعية الكبيرة وعند ظهور الطاقة البخارية أصبحت هذه الصفة ضرورية. وبالنسبة للمراكب الشراعية الكبيرة، والتي لا تعتبر سفنًا مجهزة بالأشرعة، فربما يكون من المناسب بشكل أكبر إطلاق اسم القوارب عليها.

## المواصفات

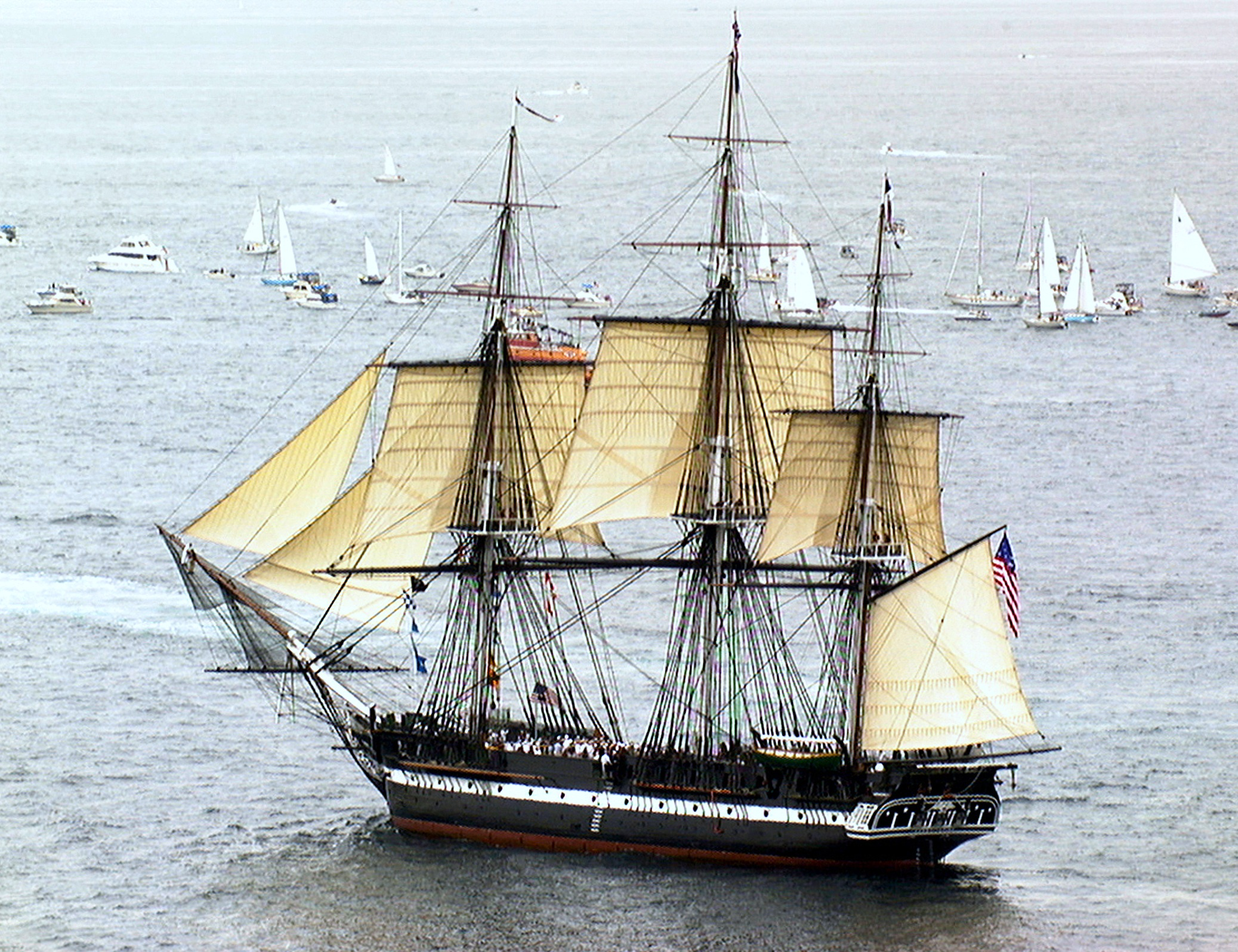
سفينة يو إس إس كونستيتيوشن أثناء الإبحار في خليج ماساتشوستس، في 21 يوليو 1997

هناك العديد من الأنواع المختلفة من السفن الشراعية، ولكن توجد أشياء أساسية معينة مشتركة فيما بينها جميعًا. كل سفينة شراعية لها هيكل، وحبال أشرعة وعلى الأقل صارية واحدة كي تحمل الشراع الذي يستخدم قوة الرياح في تشغيل السفينة.
ويطلق على الطاقم الذي يبحر بالسفينة اسم البحارة أو النوتية. فهم يتناوبون على القيام بمراقبة المديرين الفعليين للسفينة وأداء السفينة لفترة معينة. عمليات المراقبة تستمر عادةً لمدة أربع ساعات. بعض السفن الشراعية تستخدم أجراس السفينة التقليدية لمعرفة الوقت وتنسيق نظام المراقبة، فيتم قرع الجرس مرة واحدة كل نصف ساعة في نوبة المراقبة وفي نهاية المراقبة يكون الجرس قد تم قرعه ثماني مرات (نوبة مراقبة لمدة أربع ساعات).
يمكن للرحلات عبر المحيط باستخدام السفن الشراعية أن تستغرق شهورًا عديدة، وهناك خطر منتشر وهو إمكانية بقائها ساكنة بسبب عدم وجود الرياح، أو خروجها عن مسارها بسبب العواصف الشديدة أو الرياح التي لا تسمح لها بالتقدم في الاتجاه المرغوب. يمكن لعاصفة شديدة أن تؤدي إلى غرق السفينة، وفقدان كل النوتية.
يمكن للسفن الشراعية أن تحمل فقط كمية معينة من الإمدادات في المخزن، ولذلك يجب التخطيط للرحلات الطويلة بعناية بحيث تشمل الخطة وجود محطات كثيرة للتزويد بالمؤن والماء، في الأيام التي سبقت وجود أجهزة تحلية المياه.

## أنواع السفن الشراعية
يوجد العديد من أنواع السفن الشراعية، والتي تختلف في الغالب في حبال الأشرعة والصواري، أو الهيكل، أو رافدة القص، أو عدد الصواري وترتيبها. ويوجد أيضًا العديد من أنواع القوارب الشراعية الصغيرة لم يتم إدراجها هنا. فيما يلي قائمة بأنواع السفن، وقد تغير الكثير منها في المعنى مع مرور الوقت:
| - باركيه، أو بارك: يوجد بها ثلاث صواري على الأقل، صارية خلفية بالطول من الأمام للخلف ومزودة بالأشرعة. - باركوينتاين: يوجد بها ثلاث صواري على الأقل مزودة جميعها ما عدا الصارية الأولى بشراع بالطول من الأمام إلى الخلف - بيلاندر: سفينة أو سفينة شراعية بصاريتين مزودتين بشراع رباعي الأضلاع للصارية الخلفية - بريج: سفينة مزودة بصاريتين وشراع مربع الشكل (ربما به سبانكر «شراع» في الجزء الأقرب من مؤخرة السفينة) - بريجانتاين: يوجد بها صاريتان، ومزودة بشراع أمامي مربع الشكل - كارافيل (المركب الكبير) - كاراك (سفينة شراعية كبيرة) - كاتامارين: هي سفينة يوجد بها هيكلان متوازيان وعادةً ما يكونان متطابقين أو مزدوجين، ومرتبطين بالعوارض وبسطح السفينة أو «الترامبولين»، مع وجود الصارية المركزية أو الهيكل مثبتين في ظروف استثنائية مثل تيم فيليبس (Team Philips). - سليبر: هي سفينة تجارية مزودة بأشرعة مربعة الشكل كانت موجودة أيام الأربعينيات والخمسينيات من القرن التاسع عشر من أجل الرحلات السريعة - كوج: سفينة مبنية من الألواح الخشبية، وبها صارية واحدة، ومزودة بشراع مربع الشكل - كورفيت: هو مصطلح غير دقيق للسفينة الصغيرة، والتي غالبًا ما تكون سفينة مزودة بالأشرعة - كوتر: مزودة بالأشرعة الطولية من الأمام للخلف، وبها صارية واحدة بشراعين أماميين - داو: سفينة للصيد أو للتجارة مزودة بشراع مثلث الشكل - دينفي: قارب صغير مفتوح، عادةً يوجد به صارية واحدة - وانجا ندروا أو دروا زورق مقدس ذو هيكل مزدوج يستخدم في جزر الفيجي، صنع آخر مرة في الثمانينيات من القرن التاسع عشر. - فريجيت: سفينة أوروبية حربية مزودة بالأشرعة وبها سطح واحد للمدفعية، صممت للغارات التجارية وعمليات الاستطلاع - قارب الصيد - فليت: سفينة هولندية تجارية عابرة للمحيطات، ومزودة بالأشرعة بشكل مماثل للغليون - السفينة المجهزة بالكامل: بها ثلاث صواري أو أكثر، جميعها مزودة بأشرعة مربعة الشكل - الغليون: سفينة كبيرة مزودة بشكل أساسي بأشرعة مربعة الشكل كانت موجودة في القرنين السادس عشر والسابع عشر | - هيمافروديت بريج: هي سفينة تشبه سفينة البريجانتاين - الينك: سفينة صينية تجارية مزودة بأشرعة رباعية الأضلاع - كيتش: سفينة مزودة بأشرعة للصواري الطولية من الأمام للخلف، ويكون شراع الصارية الخلفية أمام الدفة - كوتش (قارب) يستخدم في القطب الشمالي - لونجشيب: سفن كانت تستخدمها قبائل الفايكنج، وكانت هذه السفن مزودة بصارية واحدة وشراع مربع الشكل، وكانت تدفع أيضًا بواسطة المجاديف. - لوجر: حاوية تحتوي على صاريتين على الأقل، وتحمل أشرعة رباعية الأضلاع - لوزوو (قارب صيد تقليدي) - بينك: في المحيط الأطلسي، وهي سفينة صغيرة عابرة للمحيطات وذات مؤخرة ضيقة. - زورق صغير - سكونير: سفينة مزودة بأشرعة للصواري الطولية من الأمام للخلف، وبها صاريتان أو أكثر، والصارية في مؤخرة السفينة أطول من الصارية (الصواري) في المقدمة أو تساويها في الطول - سفينة القوات المقاتلة: أكبر سفينة حربية في القوات البحرية الأوربية، وهي سفينة مزودة بالأشرعة - سلوب: يوجد بها صارية واحدة بالطول من الأمام للخلف مزودة بالأشرعة وعامود أمامي - سنو: هي سفينة شراعية بصاريتين تحمل شراعًا رئيسيًا مربع الشكل وغالبًا ما يكون شراع مؤخرة على صارية لشراع العواصف - تجوتر (سفينة مفتوحة ومستديرة الشكل) - تريمارين: سفينة يوجد بها ثلاثة هياكل، الهيكل المركزي عادةً يكون أكبر، ويكون مرتبطًا بالعوارض وبسطح السفينة. - واكولوا (زورق بولينزياني ذو هيكل مزدوج) - وينجامر: سفينة شراعية كبيرة بهيكل حديدي والجزء الأكبر منه من الصلب، بنيت لحمل البضائع في أواخر القرن التاسع عشر ومطلع القرن العشرين. - زيبك: سفينة حربية تستخدم في البحر الأبيض المتوسط مرتكزة في صناعتها على السفينة الشراعية ذات المجاديف، ومزودة بثلاث صوارٍ ذات أشرعة مثلثية الشكل - يول: مركب مزود بصاريتين، وأشرعة بالطول من الأمام للخلف، ويكون شراع الصاري الخلفي أمام الدفة - السَكّونة: مركب شراعي ذو صاريَين أو أكثر |

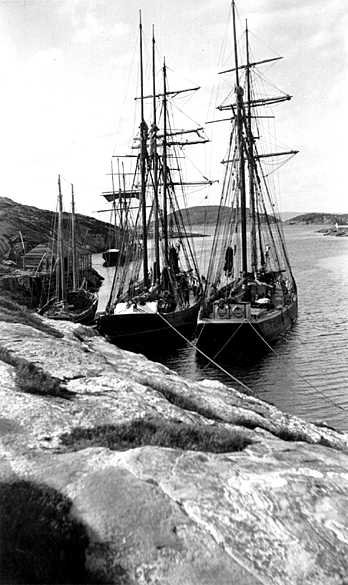
السفن الشراعية المقيدة على الشاطئ، قرابة عام 1900-1920

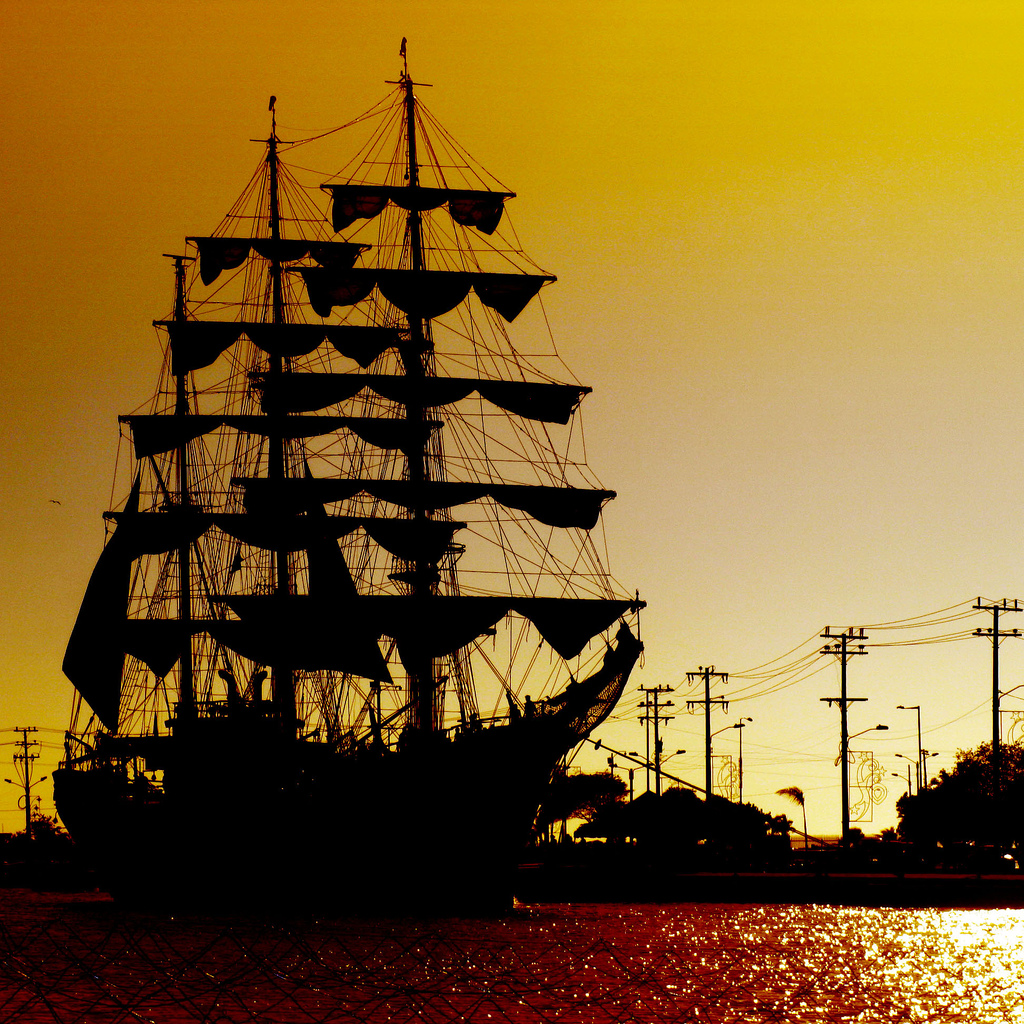
سفينة التدريب الكولومبية إيه آر سي جلوريا أثناء غروب الشمس في قرطاجنة، كولومبيا

## الإبحار الآلي
في عام 1902 كانت البداية مع السفينة الشراعية بروسين (Preussen) حيث كانت هي أول سفينة تتعامل مع الأشرعة بطريقة آلية بالاستفادة من الطاقة البخارية وحدها دون محركات مساعدة في عملية دفع السفينة. تم استخدام الطاقة البخارية في عملية تشغيل الأوناش، والرافعة والمضخات. وهناك سفينة مماثلة لها تسمى كروزينشتيرن (Kruzenshtern) والتي تعتبر سفينة شراعية كبيرة جدًا دون وجود تحكم آلي بها وقد كان لها طاقم 257 men يماثل الطاقم الموجود في سفينة (بروسين) والتي نجحت في تقليل هذا العدد إلى 48 men.
في عام 2006 وصل التحكم الآلي إلى نقطة يمكن فيها القيام بالإبحار من قبل شخص واحد مستخدمًا وحدة التحكم المركزية على متن القارب «الصقر المالطي» (Maltese Falcon)، وهو يخت تم بناؤه في وادي السليكون بواسطة الرأسمالي المخاطر توم بيركنز (Tom Perkins). يكون طول القارب 88 meters وبه 3 masts صوارٍ، بارتفاع 58 meters وبإجمالي منطقة إبحار تصل إلى 2400 m². وهو الحجم الذي يعتبر نصف حجم سفينة برويسن (Preussen)). عملية الصيانة وإصلاح المشكلات لا تتطلب سوى طاقم صغير. ولكن عملية الإبحار لا تتطلب أحدًا على المنصة.
تم تطوير تقنية DynaRig في الستينيات في ألمانيا بواسطة W. Prolls كبديل لعملية دفع السفن التجارية للتعامل مع أزمة خصائص الطاقة الممكنة. والآن يتم تجهيز الصقر المالطي (Maltese Falcon) والذي أصبح أول إثبات لهذا المفهوم. وقد تم أيضًا تصميم إصدارات أصغر. هذه التقنية عبارة عن إصدار فائق التقنية من نوع الإبحار نفسه المستخدم في برويسن (Preussen) «السفينة المجهزة بأشرعة رباعية الشكل». الفرق الرئيسي هو أن عارضة الشراع والتي تعتبر الصاري الأفقي الذي يحافظ على الشراع في شكل ثابت يشبه الجناح ولا يتأرجح حول الصاري الثابت ولكنه مثبت باستمرار في الصاري الدوار. التطورات الأخيرة في مواد التقنية الفائقة مثل ألياف الكربون جعلت هذه التقنية ممكنة.
على عكس المراكب الشراعية التقليدية، فإن تجهيزات الصقر المالطي نادرًا ما تظهر أي حبال أو أسلاك. ومع ذلك فالعشرات من أجهزة الكمبيوتر والمعالجات الدقيقة، تكون متصلة من خلال 39 900 m من الكابلات. تعتبر السفينة الشراعية برويسن (Preussen) قليلة التقنيات، بينما تتسم سفينة الصقر المالطي بالتقنية الصديقة للبيئة.